# Nabava iz mnoštva
Nabava iz mnoštva specifični je model nabave sredstava u kojem pojedinci ili organizacije koriste sredstva od korisnika Internet-a da bi dobili potrebne usluge ili ideje. Pojam crowdsourcing nastao je 2005. godine kao spoj riječi crowd i outsourcing. Stvorili su ga 2005. godine Jeff Howe i Mark Robinson, urednici magazina Wired, kako bi opisali način na koji su kompanije koristile internet da bi “radile nabavu putem gomile (eng. outsource work to the crowd)”. Howe je prvi put objavio definiciju za termin crowdsourcing na blogu koji je pratio objavu članka "The Rise of Crowdsourcing" u časopisu Wired u lipnju 2006. godine: „Nabava iz mnoštva predstavlja čin kompanije ili institucije koja preuzima funkcije koje su nekad izvodili zaposlenici te ih daje nedefiniranoj mreži ljudi u obliku otvorenog poziva. Najvažniji zahtjev jest korištenje formata otvorenog poziva te velike mreže potencijalnih radnika.“  
Nakon proučavanja više od 400 definicija nabave iz mnoštva u znanstvenoj i popularnoj literaturi, Enrique Estellés-Arolas i Fernando González Ladrón-de-Guevara, istraživači pri Tehničkom sveučilištu Valencije, razvili su novu integrativnu definiciju: “Nabava iz mnoštva jest tip participativne online aktivnosti u kojoj individua, institucija, ne-profitna organizacija ili kompanija predlaže grupi individua različitih znanja, heterogenosti te broja, putem fleksibilnog otvorenog poziva, volontersko obavljanje zadatka. Obavljanje zadatka različite kompleksnosti i modularnosti, u kojem mnoštvo sudjeluje obavljanjem posla, novčano, znanjem i/ili iskustvom, uvijek donosi zajedničku korist. Korisnik će dobiti zadovoljstvo prema određenom tipu potrebe, u ekonomskom obliku, socijalnoj prepoznatljivosti, samopoštovanju ili putem razvoja individualnih vještina, a sudionik će dobiti i koristiti povlastice koje je pokretač projekta doveo u pothvat, čiji oblik ovisi o tipu aktivnosti koja se obavlja.” 
Kao što je spomenuto u navedenoj definiciji,  nabava iz mnoštva jest fenomen posredovan informatičkom tehnologijom, što znači da je oblik IT-a uvijek korišten za stvaranje i pristupanje velikom mnoštvu ljudi. Unatoč mnogobrojnim različitim definicijama, svima je zajedničko da se radi o postavljanju problematike javnosti te otvorenom pozivu na sudjelovanje u rješavanju tog problema.

## Povijest
Iako je crowdsourcing prvi puta opisan 2005. godine, sama metoda seže puno dalje u povijest. Postoje primjeri iz Francuske u doba prije Francuske revolucije, kada su građani pozivani da iznesu svoje prijedloge za rješavanje određenih socijalnih problema te je najbolje rješenje nagrađeno. U 18. stoljeću Britanski je Parlament koristio crowdsourcing kako bi pronašao rješenja za tadašnje probleme u području znanosti. Također, Napoleon je koristi jednu vrstu nabave iz mnoštva u potrazi za najefikasnijim načinom dostave hrane vojnim trupama na udaljenim bojišnicama.
Nastanak Interneta pomogao je crowdsourcing-u da postane jednostavniji i dostupniji široj javnosti. Wikipedija na svojoj stranici o nabavi iz mnoštva na engleskom jeziku navodi primjer Oksfordskog rječnika u čijoj su izradi pozvani volonteri da indeksiraju sve riječi u engleskom jeziku i navedu primjere njihovog korištenja zajedno s citatima. Američka kompanija Netflix uspješno je koristila nabavu iz mnoštva tražeći rješenje za poboljšanje alata za preporuke vlastitog sadržaja te su primili više od 44 tisuće rješenja. NASA je također uspješno koristila crowdsourcing za prikupljanje ideja kako bi umanjili izloženost kozmičkim zrakama na Međunarodnoj svemirskoj postaji. Sudjelovalo je više od tisuću ljudi, a njih četvero za svoje je ideje dobilo novčanu nagradu. Možda jedan od najboljih primjera praktične primjene nabave iz mnoštva jesu zajednice koje se bave slobodnim softverom otvorenog izvornog koda koje rade zajednički ili individualno, na rješavanju problema i poboljšanjima softvera. Jedan od takvih jest Google Open Source. Svi ovi primjeri pokazuju da mnoge kompanije i organizacije koriste nabavu iz mnoštva kako bi prikupili ideje i rješenja te poboljšali svoje proizvode i usluge.

## Podjela i primjeri
Nabava iz mnoštva dijeli se na: crowdvoting, crowdsolving, crowdfunding, microwork, crowdsource workforce management i inducement prize contests.
Crowdvoting jest način na koji web-stranice prikupljaju mišljenja i kritike velike grupe ljudi o određenoj tematici. Najpoznatiji primjeri korištenja društvenih mrežaza prikupljanje informacija su: Domino’s Pizza i Coca-Cola, koji su koristili nabavu iz mnoštva za razvoj nove pizze, dizajna boce te pića. Crowdsolving jest kolaborativni način rješavanja određenog problema koristeći puno ljudi, zajednica ili grupa.  
Crowdfunding, odnosno skupno financiranje, jest proces financiranja projekata putem mnoštva koje doprinosi malim iznosima da bi se dosegao određeni monetarni cilj, uglavnom putem Interneta. Osobe, poduzeća i poduzetnici mogu izložiti svoje projekte cijelom svijetu stvaranjem profila, koji uglavnom uključuje kratki videozapis kao uvod u njihov projekt, listu nagrada po donaciji te ilustracije proizvoda.  
Microwork jest platforma skupnog financiranja gdje poslodavci nude niz malih poslova koji zajedno čine jedan veliki projekt. Amazon-ova popularna stranica Mechanical Turk stvorila je mnogobrojne projekte, a svaki zadatak traži malo vremena te nudi malu količinu novca kao plaću za obavljeni zadatak.
Open innovation platforma vrlo je efikasni način skupnog financiranja mišljenja i ideja za istraživanje i razvoj. Centralna ideja otvorene inovacije jest da se u svijetu široko rasprostranjenog znanja, kompanije ne mogu oslanjati samo na vlastito istraživanje, već kupuju ili licenziraju procese ili inovacije drugih kompanija.

## Prednost korištenja nabave iz mnoštva
Prednosti korištenja nabave iz mnoštva uključuju smanjenje troškova, brzina, kvaliteta, fleksibilnost, mogućnost nadogradnje i različitost ideja te iz tog razloga postaje sve učestaliji način poslovanja. Najveća korist nabave iz mnoštva jest mogućnost dobivanja kvalitetnih rezultata od velikog broja ljudi, omogućavajući kompanijama da odaberu najbolje od ponuđenog od strane raznih izlagača, umjesto klasičnog pristupa odabiranja najboljeg od jednog izvora. Također, crowdsourcing omogućuje razvijanje ideja koje u tradicionalnom poslovanju ne bi opstale zbog nedovoljne podrške ili kapitala, i to sve u rekordnom vremenu.

## Hrvatsko imenovanje
Termin crowdsourcing još uvijek zahtjeva definiranje u Hrvatskom jeziku. Početkom 2015. godine Institut za hrvatski jezik i jezikoslovlje pokrenuo je mrežno mjesto "Bolje je hrvatski". Na tim stranicama moguće je predložiti hrvatske zamjene za strane riječi i tuđice koje su neprilagođene ušle u uporabu u hrvatskom jeziku. Pozivamo čitatelje da predlože druge prijevode termina crowdsourcing.